# Saint-Capraise-d'Eymet
 Saint-Capraise-d'Eymet  es una población y comuna francesa, situada en la región de Aquitania, departamento de Dordoña, en el distrito de Bergerac y cantón de Eymet.

## Demografía
| 192 | 163 | 150 | 143 | 153 | 150 | 166 |
| Para los censos de 1962 a 1999 la población legal corresponde a la población sin duplicidades (Fuente: INSEE [Consultar]) |     |     |     |     |     |     |